# River Twiss
Der River Twiss ist ein kleiner Fluss in North Yorkshire, England. Der River Twiss wird in seinem Oberlauf auch Kingsdale Beck genannt und wird am Kingsdale Head aus dem Buck Beck und dem Long Gill, die von der Westflanke des Whernside fließen und dem Back Gill gebildet.
Der River Twiss fließt in südlicher Richtung und vereinigt sich in Ingleton mit dem River Doe zum River Greta.

## Wasserfälle

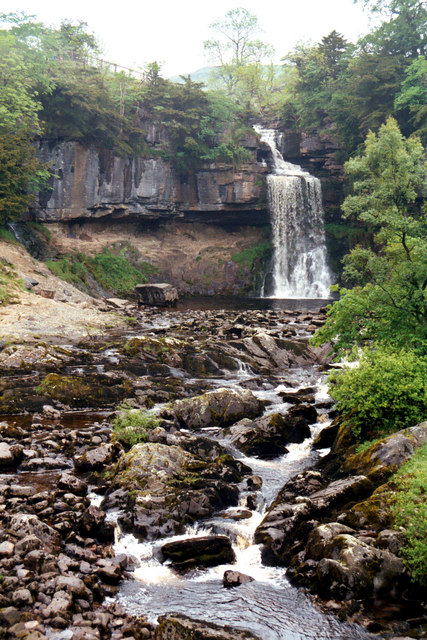
Thornton Force, River Twiss

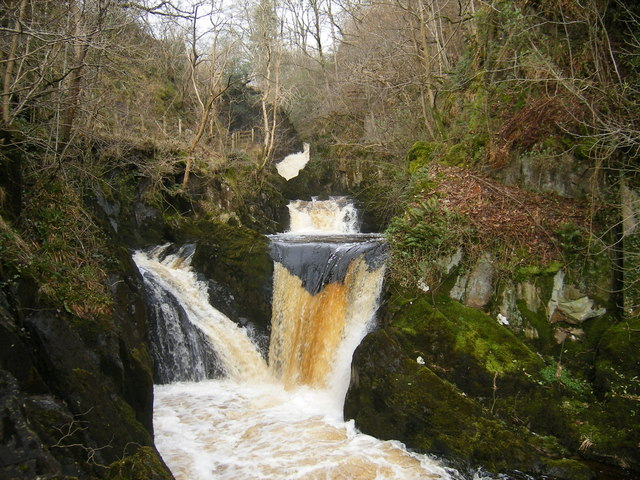
Pecca Falls, River Twiss

Am River Twiss und dem River Doe entlang führt der Ingleton Waterfalls Trail entlang der Wasserfälle und Stromschnellen der beiden Flüsse.
Der Thornton Force Wasserfall ist einer der beiden Wasserfälle des River Twiss. Der Fluss fällt in diesem Wasserfall circa 46 m über eine Stufe in die Tiefe. Der Maler William Turner hat 1816 eine Zeichnung dieses Wasserfalls angefertigt, die sich heute im Besitz der Tate Gallery befindet.
Der Pecca Falls Wasserfall besteht aus drei Stufen, in denen der Fluss jeweils erst in ein kleines Bassin fällt und so einen Höhenunterschied von 30 m überwindet.

## Nachweise
1. ↑  Thornton Force in der Sammlung der Tate Gallery